# Silvertide
I Silvertide sono un gruppo rock nato a Filadelfia, in Pennsylvania.
I componenti della band sono:
Walt Lafty (Voce), Nick Perri (Chitarra), Mark Melchiorre Jr. (Chitarra), Kevin Frank (Basso), Brian Weaver (Batteria)

## Storia
I Silvertide nacquero nel gennaio 2001 a Filadelfia.  Quasi subito i Silvertide (che all'inizio si chiamavano Vertigo) vennero messi sotto contratto dalla J Records del produttore Clive Davis. Lanciarono il loro primo EP "American Excess" nel 2002.  Il loro ultimo album completo, Show and Tell, venne lanciato nel 2004.
Nell'estate del 2004, la band fece alcune apparizioni con i Van Halen a Pittsburgh e a Filadelfia.

## 2006
A causa di problemi di calendario, i Silvertide hanno cancellato tutte le loro esibizioni dal vivo. Nel febbraio 2006 il gruppo ha fatto la seconda apparizione sulla copertina di Origivation Magazine. La foto li ritraeva mentre stavano pre-producendo il loro nuovo album.
In un'intervista sulla WMMR la band ha rivelato di aver registrato 25 demo per il prossimo album. Hanno scherzato sul titolo dell'album, dicendo che si sarebbe chiamato "Kill the Coyote", e hanno parlato di due demo di nome "Still Breathing" e "Hey Now".
I Silvertide sono anche stati inseriti nella colonna sonora del film Lady in the Water del regista M. Night Shyamalan, cresciuto nei sobborghi di Filadelfia, con le cover di Bob Dylan Maggie's Farm e It Ain't Me Babe.
Nel 2006, il gruppo si è preparato a lanciare un nuovo sito web per soddisfare le richieste dei fan con video dal vivo e registrazioni, oltre che con le notizie sulle date e le gallerie fotografiche. Questo fece attendere ancora di più il nuovo album atteso per ottobre. Ma a dicembre, il fatto che nessun album fosse stato lanciato fece pensare che la band fosse sul punto di sciogliersi.

## Discografia

### Album in studio
- 2003 - American Excess
- 2004 - Show and Tell

### Singoli
- 2004 - Ain't Comin' Home
- 2004 - California Rain
- 2005 - Blue Jeans
- 2005 - Devil's Daughter